# Nadine Shah
Petra Shah (* 16. ledna 1986) je anglická zpěvačka.

## Život a kariéra
Narodila se ve vesnici Whitburn na severovýchodě Anglie anglické matce, která měla částečný norský původ, a pákistánskému otci. Své první EP nazvané Aching Bones vydala v listopadu 2012 (vydavatelství Label Fandango). Svou první dlouhohrající studiovou desku s názvem Love Your Dum and Mad vydala v červenci 2013. Jejím producentem byl Ben Hillier. Druhou desku Fast Food vydala roku 2015. Producentem byl opět Ben Hillier. Téhož roku se coby host podílela na desce Shedding Skin od zpěváka vystupujícího pod jménem Ghostpoet. V červnu 2020 vydala své čtvrté album Kitchen Sink, v únoru 2024 pak Filthy Underneath.
Dne 26. května 2017 vystoupila jako jeden z hostů při koncertu velšského hudebníka Johna Calea v Liverpoolu, při němž hrál písně kapely The Velvet Underground.

## Diskografie
- Love Your Dum and Mad (2013)
- Fast Food (2015)
- Holiday Destination (2017)
- Kitchen Sink (2020)
- Filthy Underneath (2024)